# En vivo en The Theater at Madison Square Garden
En vivo en The Theater at Madison Square Garden es el tercer álbum en vivo (contando Hola y Chau como un solo disco) del grupo argentino Los Fabulosos Cadillacs. Fue grabado en vivo desde The Theater at Madison Square Garden el 31 de marzo de 2017 durante la gira del álbum La salvación de Solo y Juan y lanzado posteriormente el 20 de octubre del mismo año.

## Lista de canciones
| N.º   | Título                                      | Duración |  |
| 1.    | «Cadillacs»                                 | 1:17     |  |
| 2.    | «El genio del dub»                          | 4:58     |  |
| 3.    | «El aguijón»                                | 3:35     |  |
| 4.    | «Calaveras y diablitos»                     | 7:48     |  |
| 5.    | «Saco azul»                                 | 4:14     |  |
| 6.    | «El profesor Galíndez»                      | 3:43     |  |
| 7.    | «Canción de Solo para Juan (Los olvidados)» | 4:09     |  |
| 8.    | «Manuel Santillán, el león»                 | 4:04     |  |
| 9.    | «Gallo rojo»                                | 4:03     |  |
| 10.   | «Basta de llamarme así»                     | 4:14     |  |
| 11.   | «Averno, el fantasma»                       | 5:18     |  |
| 12.   | «La tormenta»                               | 3:12     |  |
| 13.   | «Siguiendo la luna»                         | 5:15     |  |
| 14.   | «Mal bicho»                                 | 6:58     |  |
| 15.   | «Matador»                                   | 4:48     |  |
| 68:00 |                                             |          |  |